# Província de Chichaoua
La província de Chichaoua (en àrab إقليم شيشاوة, iqlīm Xixāwa; en amazic ⵜⴰⵙⴳⴰ ⵏ ⵛⵉⵛⴰⵡⴰ, tasga n Cicawa) és una de les províncies del Marroc, fins 2015 part de la regió de Marràqueix-Tensift-El-Haouz i actualment de la de Marràqueix-Safi. Té una superfície de 6.872 km² i 347.387 habitants censats en 2004. La capital és Chichaoua.
Limita amb la província d'Essaouira a l'oest, la província d'Al Haouz i la prefectura de Marràqueix a l'est, la província de Youssoufia al nord i la província de Taroudant al Sud.

## Història
La província de Chichaoua fou creada pel decret N° 2-91-90 de l'u de gener de 1991, completant el dahir N° 1-59-351 del 2 de desembre de 1959 relatiu a la divisió administrativa del regne.

## Demografia
| 311.800                                       | 339.818 | 347.387 |
| 1994, 2004 : cens oficial ; 2007 : estimació. |         |         |

## Divisió administrativa
La província de Chichaoua consta de 2 municipis i 33 comunes:
| Nom                    | Codi geogràfic | Tipus        | Llars | Població (2004) | Estrangers | Nacionals | Notes                                                                                          |
| ---------------------- | -------------- | ------------ | ----- | --------------- | ---------- | --------- | ---------------------------------------------------------------------------------------------- |
| Chichaoua              | 161.01.01.     | Municipality | 3115  | 15657           | 7          | 15650     |                                                                                                |
| Imintanoute            | 161.01.03.     | Municipality | 3526  | 17067           | 2          | 17065     |                                                                                                |
| Ahdil                  | 161.03.01.     | Comuna rural | 1667  | 11764           | 0          | 11764     |                                                                                                |
| Ait Hadi               | 161.03.03.     | Comuna rural | 1165  | 6333            | 0          | 6333      |                                                                                                |
| Lamzoudia              | 161.03.05.     | Comuna rural | 3400  | 22454           | 0          | 22454     |                                                                                                |
| Oulad Moumna           | 161.03.07.     | Comuna rural | 1255  | 7137            | 0          | 7137      |                                                                                                |
| Saidate                | 161.03.09.     | Comuna rural | 1163  | 6552            | 0          | 6552      |                                                                                                |
| Sid L'Mokhtar          | 161.03.11.     | Comuna rural | 3669  | 19188           | 5          | 19183     | 11138 residents viuen al centre, anomenat Sid L Mokhtar; 8050 residents viuen en zones rurals. |
| Sidi Bouzid Arragragui | 161.03.13.     | Comuna rural | 1751  | 9378            | 0          | 9378      |                                                                                                |
| Sidi M'Hamed Dalil     | 161.03.15.     | Comuna rural | 818   | 4749            | 0          | 4749      |                                                                                                |
| Afalla Issen           | 161.05.01.     | Comuna rural | 1523  | 7961            | 0          | 7961      |                                                                                                |
| Ain Tazitounte         | 161.05.03.     | Comuna rural | 1073  | 5947            | 0          | 5947      |                                                                                                |
| Ait Haddou Youssef     | 161.05.05.     | Comuna rural | 786   | 5557            | 1          | 5556      |                                                                                                |
| Irohalen               | 161.05.07.     | Comuna rural | 1085  | 6037            | 10         | 6027      |                                                                                                |
| Lalla Aaziza           | 161.05.09.     | Comuna rural | 1355  | 7781            | 0          | 7781      |                                                                                                |
| Nfifa                  | 161.05.11.     | Comuna rural | 1056  | 5455            | 0          | 5455      |                                                                                                |
| Oued L'Bour            | 161.05.13.     | Comuna rural | 1364  | 6864            | 0          | 6864      |                                                                                                |
| Sidi Ghanem            | 161.05.15.     | Comuna rural | 1720  | 8667            | 3          | 8664      |                                                                                                |
| Timezgadiouine         | 161.05.17.     | Comuna rural | 1613  | 8673            | 0          | 8673      |                                                                                                |
| Adassil                | 161.07.01.     | Comuna rural | 1323  | 7219            | 0          | 7219      |                                                                                                |
| Assif El Mal           | 161.07.03.     | Comuna rural | 1321  | 6739            | 6          | 6733      |                                                                                                |
| Douirane               | 161.07.05.     | Comuna rural | 2551  | 14191           | 1          | 14190     |                                                                                                |
| Gmassa                 | 161.07.07.     | Comuna rural | 1730  | 9280            | 2          | 9278      |                                                                                                |
| Imindounit             | 161.07.09.     | Comuna rural | 1621  | 9873            | 0          | 9873      |                                                                                                |
| Majjat                 | 161.07.11.     | Comuna rural | 1988  | 11798           | 0          | 11798     |                                                                                                |
| M'Zouda                | 161.07.13.     | Comuna rural | 2671  | 15166           | 1          | 15165     |                                                                                                |
| Zaouia Annahlia        | 161.07.15.     | Comuna rural | 2604  | 15950           | 0          | 15950     |                                                                                                |
| Bouabout               | 161.09.01.     | Comuna rural | 2245  | 12196           | 0          | 12196     |                                                                                                |
| Bouabout Amdlane       | 161.09.03.     | Comuna rural | 1495  | 8230            | 0          | 8230      |                                                                                                |
| Ichamraren             | 161.09.05.     | Comuna rural | 1286  | 7402            | 0          | 7402      |                                                                                                |
| Kouzemt                | 161.09.07.     | Comuna rural | 828   | 4540            | 0          | 4540      |                                                                                                |
| Rahhala                | 161.09.09.     | Comuna rural | 1173  | 6357            | 0          | 6357      |                                                                                                |
| Sidi Abdelmoumen       | 161.09.11.     | Comuna rural | 1902  | 9802            | 0          | 9802      |                                                                                                |
| Taouloukoult           | 161.09.13.     | Comuna rural | 1999  | 10668           | 0          | 10668     |                                                                                                |
| Timlilt                | 161.09.15.     | Comuna rural | 1153  | 7186            | 0          | 7186      |                                                                                                |